# سوخته‌چال
سوخته‌چال (فارسی: سوخته چال)، روستایی در دهستان چهار گنبد در بخش مرکزی شهرستان سیرجان در استان کرمان است.